# Aquellos tiempos del cuplé
Aquellos tiempos del cuplé és una pel·lícula comèdia musical espanyola estrenada el 1958 i dirigida per Mateo Cano i José Luis Merino aprofitant l'èxit d'El último cuplé.

## Sinopsi
A començaments del segle XX la famosa cupletista Mercedes Pavón és prestesa per tres homes molt diferents: l'hússar Ramón, l'aristòcrata Camilo i el polític Julio. Però l'estima en secret el seu compositor de cançons, Jorge.

## Repartiment
- Lilian de Celis - Mercedes
- Gérard Tichy - Jorge
- Manuel Monroy - Ramón
- Rafael Luis Calvo - Julio
- Ángel Jordán - Camilo

## Premis
Medalles del Cercle d'Escriptors Cinematogràfics
| Any  | Categoria    | Pel·lícula                    | Resultat  |
| ---- | ------------ | ----------------------------- | --------- |
| 1958 | Premi Jimeno | Mateo Cano i José Luis Merino | Guanyador |